# Église Sainte-Rita de Paris
Ne doit pas être confondu avec Chapelle Sainte-Rita de Paris.
L'église Sainte-Rita de Paris est construite en 1900 dans le 15e arrondissement de Paris. Dédiée à sainte Rita de Cascia, elle est fondée comme lieu de culte pour l'Église catholique apostolique, issue du mouvement millénariste. Devenue une église gallicane en 1987-1988, elle acquiert alors une certaine réputation médiatique, notamment en raison de la bénédiction des animaux qui s'y déroule chaque année. Elle est mise en vente dans les années 2000-2010 et promise à la démolition en 2011-2012, ce qui entraîne une série de protestations. Fin 2015-août 2016, le bâtiment est pendant quelques mois occupé par une association catholique traditionaliste. Elle est finalement transformée en salle d’escalade, en mars 2024.

## Caractéristiques
L'église Sainte-Rita est située au 27, rue François-Bonvin, dans le nord du 15e arrondissement de Paris. Les stations de métro les plus proches sont Sèvres-Lecourbe et Volontaires.
Il s'agit d'un édifice de style néo-gothique, à nef unique, dédié à sainte Rita de Cascia. Le chemin de croix et la grille de fer forgé protégeant la châsse de sainte Rita (qui contient un gisant en cire de la sainte) provient de la chapelle du couvent des religieuses de Sens. Le confessionnal a été donné par la mission catholique belge de Paris. L'église recueille des reliques de la Vraie Croix, de saint Pierre, de sainte Geneviève et de sainte Rita, ainsi qu'une calotte et une lettre manuscrite du pape Pie X[réf. nécessaire].

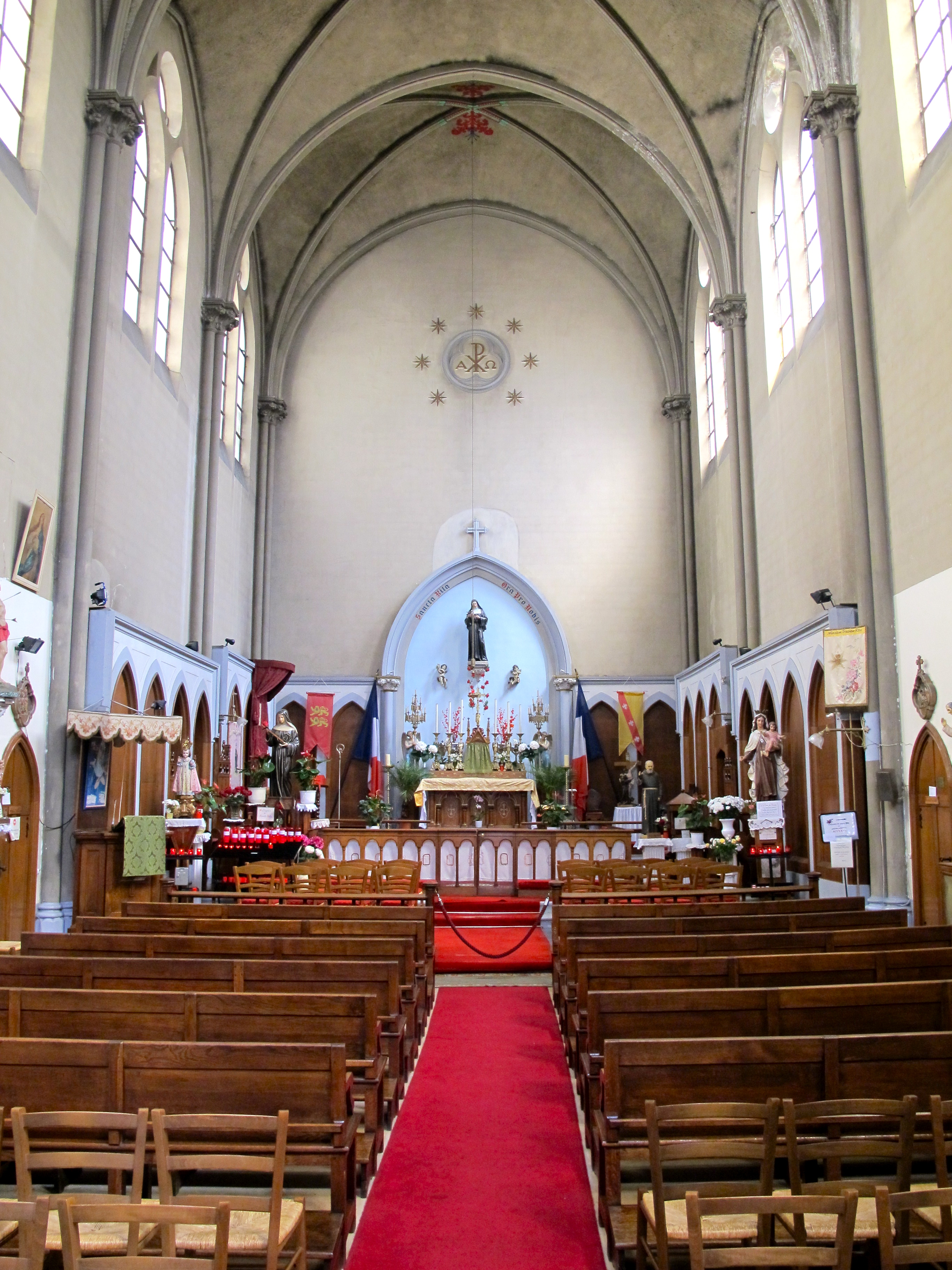
La nef et le chœur.
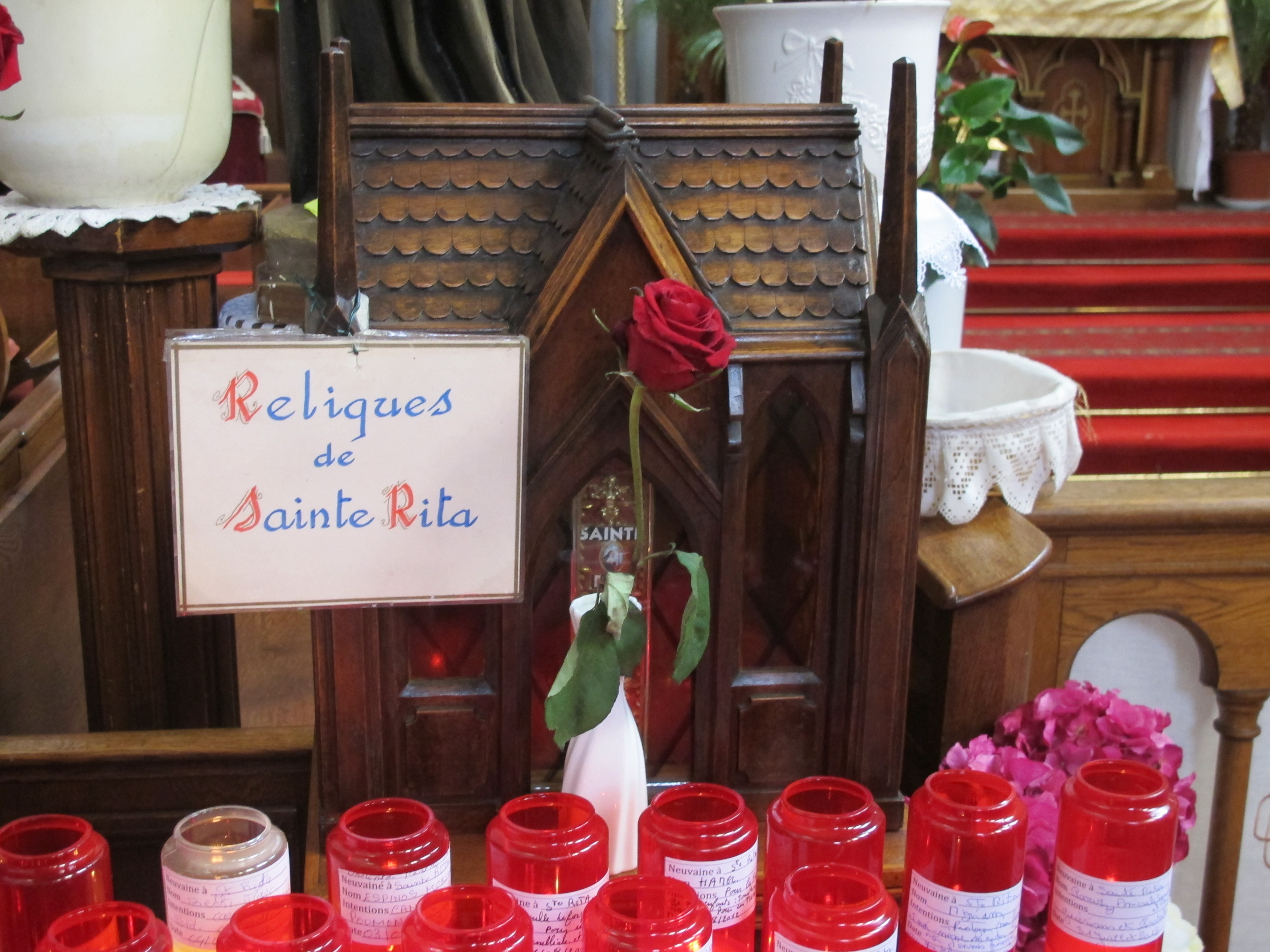
Reliques de sainte Rita.
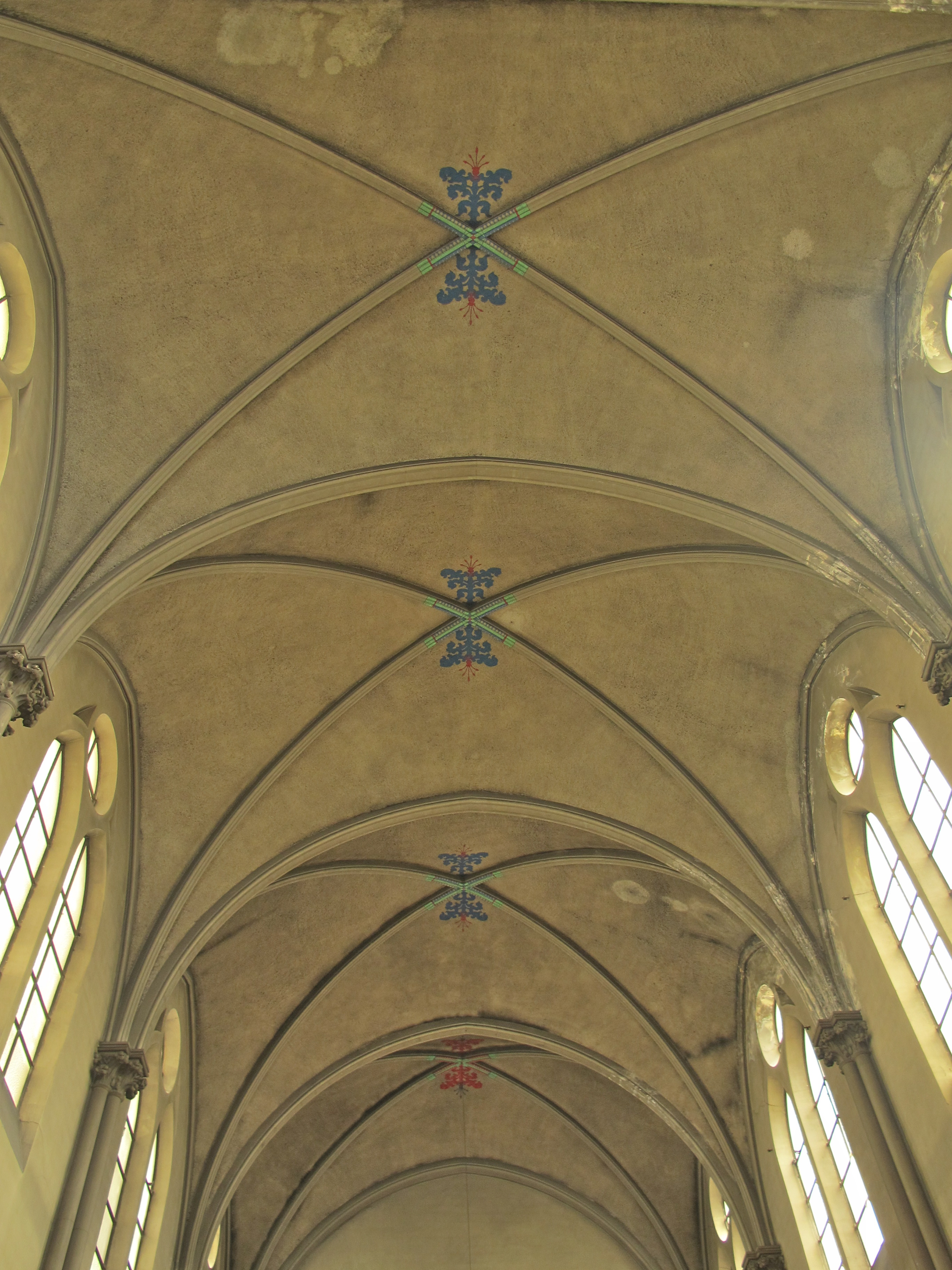
Les voûtes de l'église.

## Histoire

### Une église millénariste, puis gallicane
Le terrain est acquis en 1898 par l'Association des chapelles catholiques et apostoliques. Celle-ci  dépend d'une branche dissidente de l'Église écossaise, qui date de 1835 et se définit comme l'Église catholique apostolique. L'édifice est construit en 1900 par les architectes Paul Gravereaux et Théodore Judlin.
Pendant la majeure partie du XXe siècle, les fidèles de cette dénomination religieuse y célèbrent leur culte. Celui-ci, qui relève du millénarisme, est centré sur le retour imminent de Jésus-Christ. À mesure que les années passent et que disparaissent les évêques et les prêtres de l'Église catholique apostolique, le clergé n'est pas remplacé et le mouvement entame son déclin. À partir des années 1970, la plupart de ses églises sont vendues ou désaffectées.
En 1988, le bâtiment de Sainte-Rita est mis à disposition de Dominique Philippe, l'« archevêque primat » d'une communauté gallicane (sans lien avec l'Église catholique). Il acquiert alors une certaine réputation médiatique en raison des messes qui s'y célèbrent ponctuellement : messe des motards, cérémonie en mémoire de Michael Jackson, bénédiction annuelle des animaux (des chiens, des chats, des ânes ou encore des chameaux),. Les cérémonies y étaient célébrées selon le rite tridentin.
En 2015, cet édifice non consacré est investi par des catholiques traditionalistes. Les cérémonies sont alors célébrées selon le rite tridentin.

### Le projet de démolition

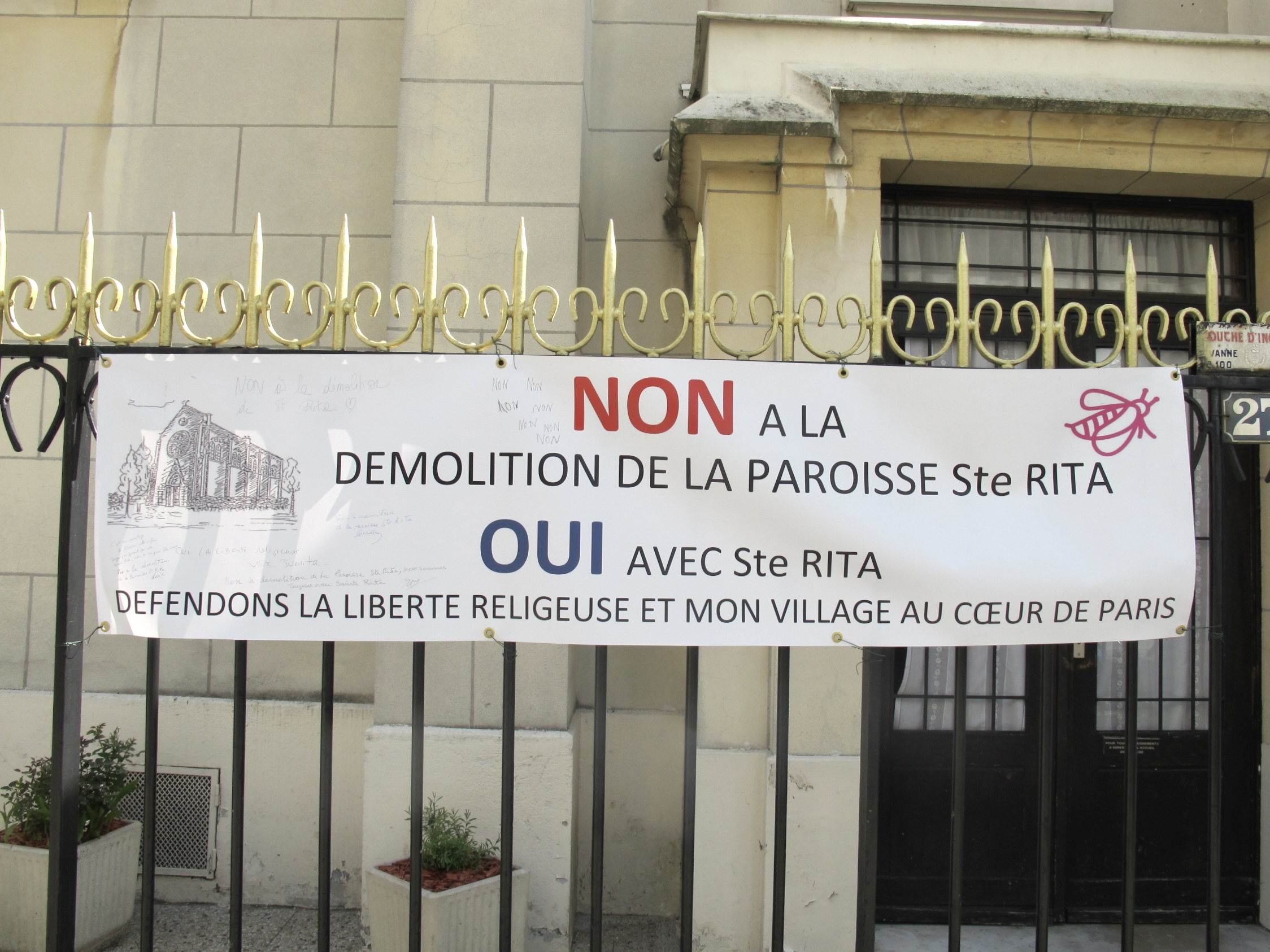
Une banderole de protestation contre la démolition de l'église.

L'Association des chapelles catholiques et apostoliques, propriétaire de l'église, met en vente l'édifice dans les années 2000. Celui-ci n’entrant pas dans le cadre de la loi de 1905, il n’y a donc pas besoin de cérémonie de désacralisation. En 2010, la Commission du Vieux Paris considère que l'église, construite en 1900, ne mérite pas de protection particulière et autorise un acheteur éventuel à la démolir,. Le permis de démolir est délivré en 2011[Par qui ?] à un promoteur nantais, qui souhaite réaliser à la place un bâtiment de 7 étages pour 19 logements et 19 places de stationnement en extension de l'annexe de l'UNESCO qui jouxte le terrain, ainsi que des logements sociaux et des parkings, cela malgré l'opposition des paroissiens et une fréquentation nombreuse,. Le permis de construire est accordé[Par qui ?] en mars 2012
.
Le député-maire Philippe Goujon indique « être en contact avec d'autres églises intéressées pour reprendre le lieu », notamment des Chrétiens d'Orient, des gallicans ou encore des grecs orthodoxes,.

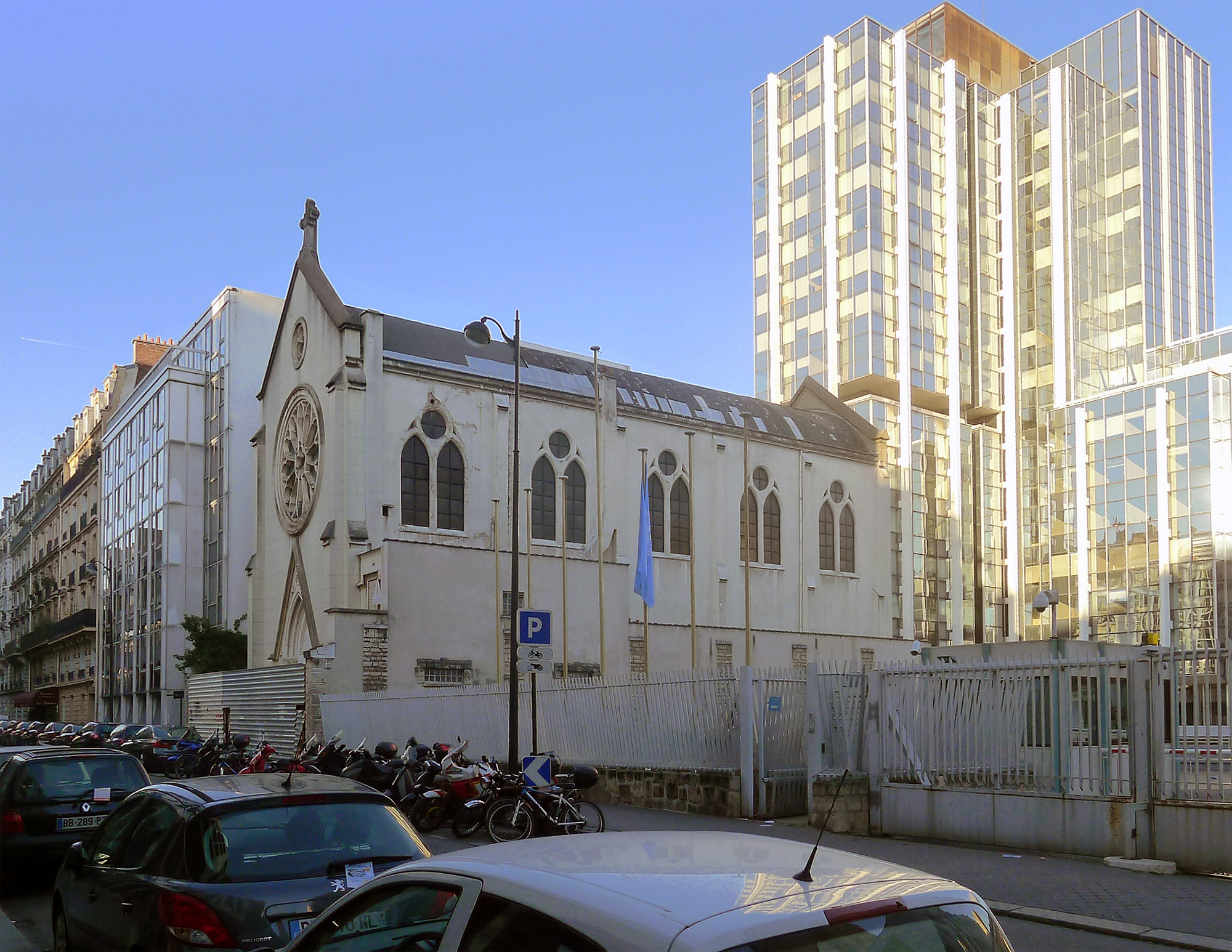
L'église en novembre 2016 : en instance de travaux ou de démolition.

En 2014, le devenir de la paroisse devient l'un des enjeux dans les élections municipales dans le 15e arrondissement de Paris, avec une vidéo des principaux candidats s'exprimant au sujet de l'église Sainte-Rita,. Les principaux opposants politiques à sa démolition sont Philippe Goujon puis, en 2015, Frédéric Lefebvre.
Le 26 septembre 2014, l'archevêque reçoit par voie d'huissier l'ordre de quitter l'édifice. La communauté, dont l'association Les Arches de Sainte-Rita, compte encore sur un classement des arches datant de 1900, dont les architectes ont découvert la singularité, afin d'empêcher la destruction de l'église.
Depuis le 29 avril 2015, les portes du presbytère et de la sacristie sont murées. Toutefois, la découverte en 2015 de particules d'amiante sur les murs de façade et les voûtes de l'église pourrait retarder sa démolition pour des raisons sanitaires.
Le 9 avril 2019, le maire du 15e arrondissement Philippe Goujon annonce que le projet de démolition est abandonné. L'adjoint au maire du 15e arrondissement Henri Jozefowicz transmet l'annonce via Twitter.

### L'opposition catholique traditionaliste
La démolition étant annoncée à partir du 5 octobre 2015, un blocus est prévu autour du quartier de l'église Sainte-Rita par l'association Les Arches de Sainte Rita, présidée par Nicolas Stocker, fondateur du Rassemblement pour la France et proche des groupes de droite radicale Riposte laïque et Résistance républicaine,, alors que Dominique Philippe a accepté un accord transactionnel proposé par le propriétaire et le promoteur,. L'église est alors occupée par une nouvelle association catholique traditionaliste, présidée par l'abbé Guillaume de Tanoüarn de l'Institut du Bon-Pasteur. Les derniers fidèles gallicans, dont le prêtre camerounais Samuel Pouhé, sont évincés.
Par une ordonnance du 6 janvier 2016, le président du tribunal de grande instance de Paris ordonne l’expulsion des occupants sans droit ni titre. Ces derniers n'obtempérant pas, les promoteurs immobiliers saisissent le préfet de police pour obtenir le concours de la force publique. Par une ordonnance du 27 mai 2016, le juge des référés du tribunal administratif de Paris enjoint au préfet de police d’apporter celle-ci,. Toutefois, une nouvelle ordonnance du même juge des référés admet la tierce opposition formée par l’un des occupants de l’église et suspend celle-ci le 6 juin 2016,. Les promoteurs saisissent en appel le Conseil d’État, qui valide dans son ordonnance du 5 juillet 2016 la demande initiale et qui enjoint « au préfet de police de délivrer le concours de la force publique. »
Le 3 août 2016, l'église, investie par des occupants « sans droit ni titre », est évacuée par les forces de l'ordre pendant une messe convoquée à 6 h par l’abbé de Tanoüarn, à la suite de l'action judiciaire de l'Association des chapelles catholiques et apostoliques,. Informé la veille de l'évacuation, un groupe de fidèles s'est donc retrouvé très tôt le 3 août pour assister à la messe, avant de se barricader dans l'église. Les forces de l'ordre donnent l'assaut peu avant 7 h. Prévenu par la préfecture, le maire du 15e arrondissement Philippe Goujon délègue à Olivier Rigaud (conseiller municipal délégué chargé du patrimoine et de l’habitat à la Mairie du 15e arrondissement) la médiatisation de l'évacuation : « Ça a été assez compliqué. Il ne fallait pas que les élus soient trop nombreux pour éviter que la préfecture se dégonfle et reporte l'évacuation ».
Plusieurs élus du Front national et des Républicains, comme Philippe Goujon, condamnent l'évacuation de l'église,. Les occupants, dont Frigide Barjot, sont évacués. Une image relayée sur Twitter montre l'abbé Jean-François Billot traîné au sol par les CRS. Selon L'Express, les CRS tentaient de le relever, puis de l'emmener hors du bâtiment. Celui-ci indique s'être « mis devant les fidèles les bras en croix pour les protéger ». Selon la préfecture de police, l'évacuation s'est déroulée « sans incident ».
En mars 2024 est annoncé le réaménagement de l'intérieur de l'ancienne église, afin d'y accueillir une salle d’escalade.
La salle d'escalade est désormais ouverte au public, après désacralisation et campagne de travaux de rénovation et repositionnement en établissement recevant du public.

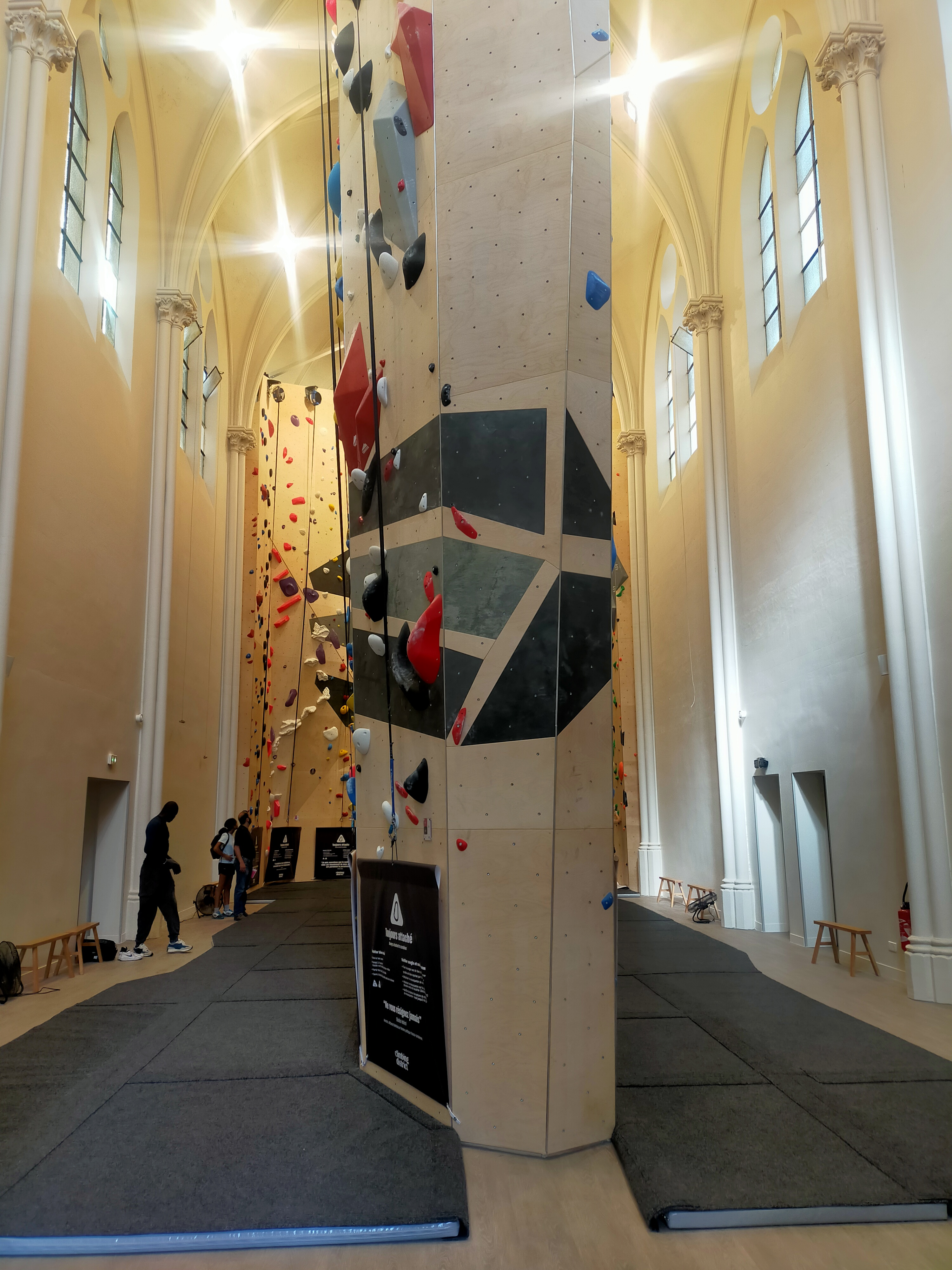
Vue générale de la salle d'escalade.
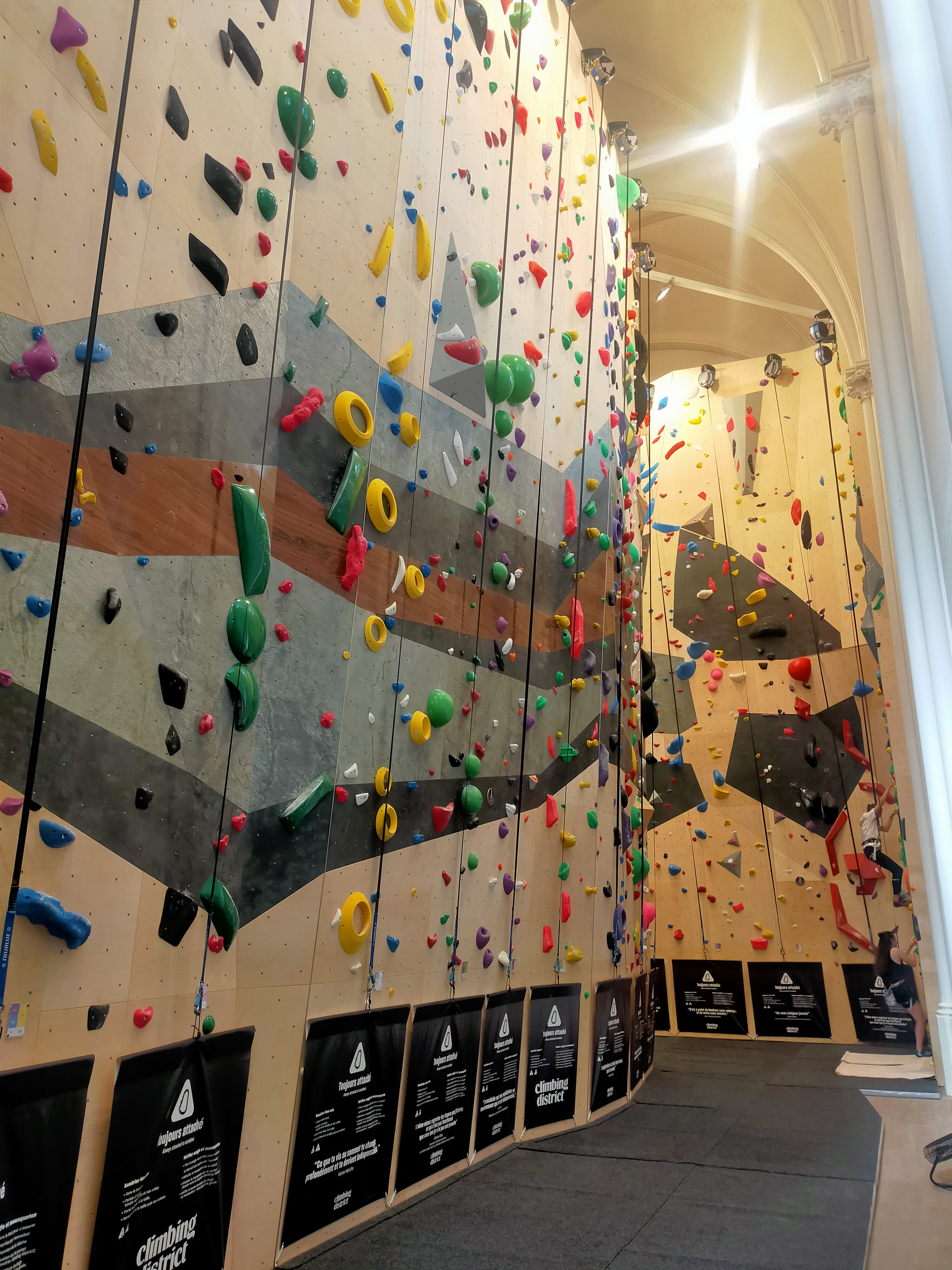
Vue latérale de la salle d'escalade